# ناتالیا مادای
ناتالیا مادای (انگلیسی: Natalia Madaj؛ زادهٔ ۲۵ ژانویهٔ ۱۹۸۸) قایقران روئینگ اهل لهستان است.
وی در مسابقات کشوری و بین‌المللی در مجموع برندهٔ ۳ مدال طلا، ۵ مدال نقره، ۲ مدال برنز شده‌است.